# 닉 피타라
닉 피타라(영어: Nick Pitarra, 1967년 8월 18일 ~ )는 미국의 만화가이다. 조너선 힉맨이 글을 쓴 《맨해튼 프로젝트》의 작화를 담당했다.

## 저작
- 어스토니싱 테일스(2009)
- 맨해튼 프로젝트(2012-14)